# Ewa Teodorowicz-Hellman
Ewa Teodorowicz-Hellman (ur. 2 stycznia 1946 w Polsce) – szwedzka literaturoznawczyni polskiego pochodzenia.

## Życiorys
Ukończyła na Uniwersytecie Jagiellońskim studia z filologii polskiej (magisterium w 1968) i niemieckiej (magisterium w 1971). Pracowała na macierzystej uczelni oraz na Uniwersytecie Śląskim w Katowicach. Pracowała w Szwedzkim Instytucie (1972–1973). Doktorat uzyskała w 1977. Wykłada na Uniwersytecie Sztokholmskim (1979–1980 i od 1984), gdzie wykłada język i literaturę polską. Profesor języka polskiego (2004). W latach 1989–2012 była dyrektorką studiów w języku polskim.
Jej zainteresowania badawcze obejmują tłumaczenia polsko-szwedzkie, literaturę dziecięca i młodzieżowa, badania nazw kolorów. Tłumaczka literatury szwedzkiej.

## Nagrody i odznaczenia
- Krzyż Kawalerski Orderu Zasługi Rzeczypospolitej Polskiej za wybitne zasługi w propagowaniu literatury i kultury polskiej (1999)[3]
- Krzyż Komandorski Orderu Zasługi Rzeczypospolitej Polskiej „za wybitne zasługi w pracach badawczych nad polskim dziedzictwem kulturowym w Szwecji” (2010)[4]